# Врятувати Санту
«Врятува́ти Са́нту» (англ. Saving Santa) — анімаційна комедія 2013 року режисера Тоні Ноттеджа. Мультфільм випустили у форматі direct-to-video.

## Сюжет
Кожного, хто вірить у Санту Клауса, завжди цікавило найважливіше питання у всьому всесвіті! А саме — як він так швидко, за одну ніч може облетіти всіх слухняних дітей та обдарувати їх подарунками? А все дуже просто, він володіє магічною Кулею Часу, яка допомагає йому швидко-швидко переміщатися між будинками. Але тепер Новий Рік під загрозою. Злий генерал, який теж давно цікавився здібностями Санти, вкрав чарівну Кулю Часу та санки. Але рятувати Новий рік взявся нехай трохи несерйозний, але добрий ельф Бернард.

## Ролі озвучували
| Актор         | Роль                                                 |
| ------------- | ---------------------------------------------------- |
| Мартін Фрімен | Бернард Д. Ельф                                      |
| Тім Каррі     | Невілл Баддінгтон                                    |
| Ноель Кларк   | агент Сніжок, слідчий Департаменту різдвяної оборони |
| Тім Конвей    | Санта Клаус                                          |
| Пем Ферріс    | місіс Клаус                                          |
| Ешлі Тісдейл  | Промінчик, офіцерка                                  |
| Джоан Коллінз | Віра Баддінгтон, біологічна мати Невіла              |
| Кріс Баррі    | Блискавка, олень                                     |

## Прем'єра
Мультфільм вийшов у Великій Британії 1 листопада 2013 року, а в США — 5 листопада 2013 року на Blu-ray та DVD компаніями The Weinstein Company та Anchor Bay Entertainment.

## Оцінки критиків
Згідно з даними Rotten Tomatoes, мультфільм має 17 % позитивних відгуків критиків на основі 6 рецензій із середньою оцінкою 4 бали з 10.